# Hot Country Songs
Hot Country Songs («гарячі пісні кантрі») — чарт, що щотижня публікує американський журнал Billboard у США.
Чарт має 60 місць, які щотижня займають найкращі пісні в стилі кантрі. Відомо, що в чартах не беруть участь пісні, які мають формат «вільного скачування». Але інколи, якщо пісня проявила свою значимість, її вносять до чарту.

## Правила
З 2 грудня 2006 введено нові правила. Якщо пісня пробула на чарті понад 20 тижнів й втратила популярність, а також якщо вона займала місце нижче, ніж #10, пісня знімається з чарту. З грудня 2008 правила стали складнішими: якщо за 2 тижні пісня не починає займати кращі місця, її знімають з чарту.